# Сляднево (Талдомский городской округ)
Сляднево — деревня в составе Темпового сельского поселения Талдомского района Московской области. Население — 27 чел. (2010). Первое упоминание относится к началу XVIII века.

Расположена в пяти километрах к северо-западу от Талдома, рядом с деревней Ябдино и селом Великий Двор.
Находится рядом с дорогой Воргаш — Талдом, которая около Талдома соединяется с трассой Р112. С райцентром есть регулярное автобусное сообщение. В двух километрах на север, в селе Великий Двор есть платформа Лебзино Савёловского направления МЖД.
До муниципальной реформы 2006 года входила в Великодворский сельский округ.

## Население
| 1859 | 1888 | 2002 | 2006 | 2010 |
| ---- | ---- | ---- | ---- | ---- |
| 103  | ↗188 | ↘32  | ↗35  | ↘27  |